# Юга Маті Ярві
Юга Маті Ярві (фін. Juha-Matti Järvi, Фінляндія) — відомий фінський стронгмен. Найвище досягнення - перемога у змаганні за звання Найсильнішої Людини Фінляндії 2009.

## Власні скутки
- Присідання - 310 кг
- Вивага лежачи - 280 кг
- Мертве зведення - 340 кг